# Epibulus
Genre
Epibulus est un genre de poissons téléostéens, de la famille des labridae.

## Liste d'espèces
Selon World Register of Marine Species (30 avril 2014) et FishBase (30 avril 2014) :
- Epibulus brevis Carlson, Randall & Dawson, 2008
- Epibulus insidiator (Pallas, 1770) Labre traître